# Challenger de Charleston
El LTP Charleston Pro Tennis es una serie de torneos de tenis que se llevan a cabo en canchas de tierra al aire libre en LTP Tennis en Charleston, Carolina del Sur, Estados Unidos. Se lleva a cabo desde 2015 y es parte de la serie WTA 125s y fue parte el Circuito Femenino de la ITF como eventos de $ 60,000, $ 100,000.

## Finales anteriores

### Individuales
| Años     | Categoría                               | Campeona                                | Subcampeona                             | Resultado                               |
| -------- | --------------------------------------- | --------------------------------------- | --------------------------------------- | --------------------------------------- |
| 2015     | Final cancelada por mal tiempo          | Final cancelada por mal tiempo          | Final cancelada por mal tiempo          | Final cancelada por mal tiempo          |
| 2016     | ITF $10K                                | Nicole Coopersmith                      | Ingrid Gamarra Martins                  | 6–3, 6–4                                |
| 2017 (1) | ITF $60K                                | Madison Brengle                         | Danielle Collins                        | 4–6, 6–2, 6–3                           |
| 2017 (2) | ITF $15K                                | Michaela Bayerlová                      | Montserrat González                     | 2–6, 6–3, 6–3                           |
| 2018 (1) | ITF $80K                                | Taylor Townsend                         | Madison Brengle                         | 6–0, 6–4                                |
| 2018 (2) | ITF $25K                                | Gabriela Talabă                         | Elizabeth Halbauer                      | 6–4, 6–7(5–7), 6–2                      |
| 2019 (1) | ITF $100K                               | Taylor Townsend                         | Whitney Osuigwe                         | 6–4, 6–4                                |
| 2019 (2) | ITF $60K                                | Caroline Dolehide                       | Grace Min                               | 6–2, 6–7(5–7), 6–0                      |
| 2020 (1) | ITF $100K                               | Mayar Sherif                            | Katarzyna Kawa                          | 6–3, 6–2                                |
| 2020 (2) | Cancelado debido a la pandemia COVID-19 | Cancelado debido a la pandemia COVID-19 | Cancelado debido a la pandemia COVID-19 | Cancelado debido a la pandemia COVID-19 |
| 2021 (1) | ITF $100K                               | Claire Liu                              | Madison Brengle                         | 6–2, 7–6(8–6)                           |
| 2021 (2) | ITF $60K                                | Despina Papamichail                     | Gabriela Cé                             | 1–6, 6–3, 6–3                           |
| 2021 (3) | WTA $125s                               | Varvara Lepchenko                       | Jamie Loeb                              | 7–6(7–4), 4–6, 6–4                      |
| 2022     | No celebrado                            | No celebrado                            | No celebrado                            | No celebrado                            |
| 2023     | No celebrado                            | No celebrado                            | No celebrado                            | No celebrado                            |
| 2024     | WTA $125s                               | Elisabetta Cocciaretto                  | Diana Shnaider                          | 6–3, 6–2                                |

### Dobles
| Años     | Categoría                               | Campeonas                               | Subcampeonas                              | Resultado                               |
| -------- | --------------------------------------- | --------------------------------------- | ----------------------------------------- | --------------------------------------- |
| 2015     | Final cancelada por mal tiempo          | Final cancelada por mal tiempo          | Final cancelada por mal tiempo            | Final cancelada por mal tiempo          |
| 2016     | ITF $10K                                | Andie Daniell Erin Routliffe            | Quinn Gleason Whitney Kay                 | 6–4, 6–2                                |
| 2017 (1) | ITF $60K                                | Emina Bektas Alexa Guarachi             | Kaitlyn Christian Sabrina Santamaria      | 5–7, 6–3, [10–5]                        |
| 2017 (2) | ITF $15K                                | Chloe Beck Emma Navarro                 | Ksenia Kuznetsova María Martínez Martínez | 6–1, 6–4                                |
| 2018 (1) | ITF $80K                                | Alexa Guarachi Erin Routliffe           | Louisa Chirico Allie Kiick                | 6–1, 3–6, [10–5]                        |
| 2018 (2) | ITF $25K                                | Sophie Chang Alexandra Mueller          | Hsu Chieh-yu Gabriela Talabă              | 6–4, 6–4                                |
| 2019 (1) | ITF $100K                               | Asia Muhammad Taylor Townsend           | Madison Brengle Lauren Davis              | 6–2, 6–2                                |
| 2019 (2) | ITF $60K                                | Anna Danilina Ingrid Neel               | Vladica Babić Caitlin Whoriskey           | 6–1, 6–1                                |
| 2020 (1) | ITF $100K                               | Magdalena Fręch Katarzyna Kawa          | Astra Sharma Mayar Sherif                 | 4–6, 6–4, [10–2]                        |
| 2020 (2) | Cancelado debido a la pandemia COVID-19 | Cancelado debido a la pandemia COVID-19 | Cancelado debido a la pandemia COVID-19   | Cancelado debido a la pandemia COVID-19 |
| 2021 (1) | ITF $100K                               | Caty McNally Storm Sanders              | Eri Hozumi Miyu Kato                      | 7–5, 4–6, [10–6]                        |
| 2021 (2) | ITF $60K                                | Fanny Stollár Aldila Sutjiadi           | Rasheeda McAdoo Peyton Stearns            | 6–0, 6–4                                |
| 2021 (3) | WTA $125s                               | Liang En-shuo Rebecca Marino            | Erin Routliffe Aldila Sutjiadi            | 5–7, 7–5, [10–7]                        |
| 2022     | No celebrado                            | No celebrado                            | No celebrado                              | No celebrado                            |
| 2023     | No celebrado                            | No celebrado                            | No celebrado                              | No celebrado                            |
| 2024     | WTA $125s                               | Olivia Gadecki Olivia Nicholls          | Sara Errani Tereza Mihalíková             | 6–2, 6–1                                |